# Anna van Gelder
Anna van Gelder, född 1613 i Vlissingen, död 24 februari 1687 i Amsterdam, var en nederländsk redare. 
Hon var gift med redaren och amiralen Michiel Adriaansz. de Ruyter.  Hon agerade som makens affärspartner och utrustade skepp när han var frånvarande under sina resor.